# 仙石久行
仙石 久行（せんごく ひさゆき）は、但馬国出石藩4代藩主。出石藩仙石家7代。

## 生涯
宝暦3年（1753年）10月28日、出石藩仙石本家の分家である2000石の旗本である仙石久近の三男として生まれる。世嗣だった政芳が早世したため、明和7年（1770年）に本家の第3代藩主・仙石政辰の養子となり、安永4年（1775年）4月に政辰の娘・明子と結婚した。安永8年（1779年）に政辰が死去したため、家督を継いだ。天明2年（1782年）、藩校を弘道館と命名し、講師に伊藤善韶を招いた。藩主就任6年後の天明5年（1785年）9月17日に出石で死去した。享年33。跡を長男の久道が継いだ。

## 系譜
- 父：仙石久近
- 母：樹林院 - 木俣氏
- 養父：仙石政辰（1723-1779）
- 正室：明子 - 照慈院、仙石政辰の娘
- 側室：玉浄院 - 関根氏
  - 長男：仙石久道（1774-1834）